# Yahya Al-Ghassani
Yahya Al-Ghassani (właśc. Yahya Ali Said Al Ghassani; ar. يحيى الغساني; ur. 18 kwietnia 1998 w Dubaju) – emiracki piłkarz, występujący na pozycji napastnika w emirackim klubie Shabab Al-Ahli Dubaj oraz w reprezentacji Zjednoczonych Emiratów Arabskich. Uczestnik Pucharu Azji 2023.

## Statystyki

### Klubowe
Na podstawie:
| Klub                 | Sezonów | Liga           | Liga  | Liga   | Puchar krajowy | Puchar krajowy | Kontynentalne | Kontynentalne | Suma  | Suma   |
| Klub                 | Sezonów | Liga           | Mecze | Bramki | Mecze          | Bramki         | Mecze         | Bramki        | Mecze | Bramki |
| -------------------- | ------- | -------------- | ----- | ------ | -------------- | -------------- | ------------- | ------------- | ----- | ------ |
| Al-Wahda Abu Zabi    | 3       | UAE Pro League | 34    | 4      | 5              | 2              | 2             | 0             | 51    | 6      |
| Shabab Al-Ahli Dubaj | 4       | UAE Pro League | 62    | 14     | 16             | 2              | 13            | 3             | 91    | 19     |
|                      | Łącznie | Łącznie        | 96    | 18     | 21             | 4              | 15            | 3             | 142   | 25     |

### Reprezentacyjne
Na podstawie:
| Mecze w reprezentacji podczas Pucharu Azji 2023 | Mecze w reprezentacji podczas Pucharu Azji 2023 | Mecze w reprezentacji podczas Pucharu Azji 2023 | Mecze w reprezentacji podczas Pucharu Azji 2023 | Mecze w reprezentacji podczas Pucharu Azji 2023 | Mecze w reprezentacji podczas Pucharu Azji 2023 | Mecze w reprezentacji podczas Pucharu Azji 2023 | Mecze w reprezentacji podczas Pucharu Azji 2023 |
| Lp.                                             | Data                                            | Miasto                                          | Przeciwnik                                      | Wynik                                           | Gole                                            | Inne                                            | Faza rozgrywek                                  |
| ----------------------------------------------- | ----------------------------------------------- | ----------------------------------------------- | ----------------------------------------------- | ----------------------------------------------- | ----------------------------------------------- | ----------------------------------------------- | ----------------------------------------------- |
| 1.                                              | 14.01.2024                                      | Doha                                            | Hongkong                                        | 3:1 (1:0)                                       | 90+5' (k)                                       |                                                 | Faza grupowa                                    |
| 2.                                              | 18.01.2024                                      | Al-Wakra                                        | Palestyna                                       | 1:1 (1:0)                                       |                                                 |                                                 | Faza grupowa                                    |
| 3.                                              | 23.01.2024                                      | Ar-Rajjan                                       | Iran                                            | 1:2 (0:1)                                       | 90+3'                                           |                                                 | Faza grupowa                                    |
| 4.                                              | 28.01.2024                                      | Ar-Rajjan                                       | Tadżykistan                                     | 1:1 (k. 3:5)                                    |                                                 | 69'                                             | 1/8 finału                                      |

## Sukcesy
Na podstawie:

### Klubowe
- Mistrz Zjednoczonych Emiratów Arabskich 2022/23
- Superpuchar Zjednoczonych Emiratów Arabskich 2023/24